# Ірен Воллес
Ірен Воллес (англ. Irene Wallace; 13 серпня 1898 — 10 червня 1977) — американська акторка німого кіно.
Народилася 13 серпня 1898 року в Нью-Йорку, штат Нью-Йорк. Відома за фільмами «Втрачене місто» (1920), «Чудеса джунглів» (1921) і «Пригоди фотографа» (1914).
Померла 10 червня 1977 року в Студіо-Сіті, Лос-Анджелес, Каліфорнія, США.

## Фільмографія
- 1913 — Немовля Бобі / Bob's Baby
- 1916 — Інша людина / The Other Man